# Havtjärnen, Västmanland
Havtjärnen är en sjö i Nora kommun i Västmanland och ingår i Norrströms huvudavrinningsområde. Sjön är 20 meter djup, har en yta på 0,227 kvadratkilometer och är belägen 165 meter över havet.

## Delavrinningsområde
Havtjärnen ingår i det delavrinningsområde (662013-143973) som SMHI kallar för Utloppet av Sången. Medelhöjden är 187 meter över havet och ytan är 29,84 kvadratkilometer. Räknas de 10 avrinningsområdena uppströms in blir den ackumulerade arean 293,75 kvadratkilometer. Dyltaån (Bornsälven) som avvattnar avrinningsområdet har biflödesordning 3, vilket innebär att vattnet flödar genom totalt 3 vattendrag innan det når havet efter 246 kilometer. Avrinningsområdet består mestadels av skog (76 procent). Avrinningsområdet har 3,24 kvadratkilometer vattenytor vilket ger det en sjöprocent på 10,9 procent.